# Open de Chine (squash)
Pour les articles homonymes, voir Open de Chine.
Le tournoi China Squash Open est un tournoi de squash qui se tient à Shanghai en Chine en septembre ou octobre. Il fait partie du PSA World Tour. La première édition se déroule en 2008.

## Palmarès

### Hommes
| Année | Champion                                             | Finaliste                                            | Score                                                |                                                      |
| ----- | ---------------------------------------------------- | ---------------------------------------------------- | ---------------------------------------------------- | ---------------------------------------------------- |
| 2024  | Mohamed El Shorbagy                                  | Mohamed Abouelghar                                   | 11–6, 12–14, 11–7, 11–9                              |                                                      |
| 2020  | annulé en raison de la pandémie de Covid-19 en Chine | annulé en raison de la pandémie de Covid-19 en Chine | annulé en raison de la pandémie de Covid-19 en Chine | annulé en raison de la pandémie de Covid-19 en Chine |
| 2019  | Mohamed El Shorbagy                                  | Ali Farag                                            | 11-3, 11-9, 5-11, 11-8 (60 min)                      |                                                      |
| 2018  | Mohamed Abouelghar                                   | Paul Coll                                            | 11-8, 11-8, 11-8 (44 min)                            |                                                      |
| 2017  | Ramy Ashour                                          | Ali Farag                                            | 11-3, 11-8, 10-12, 2-11, 11-5 (60 min)               |                                                      |
| 2016  | Mohamed El Shorbagy                                  | Grégory Gaultier                                     | 11-5, 11-3, 11-3                                     |                                                      |
| 2015  | Grégory Gaultier                                     | Marwan El Shorbagy                                   | 11-6, 11-2, 11-4                                     |                                                      |
| 2014  | James Willstrop                                      | Peter Barker                                         | 11-7, 11-7, 9-11, 10-12, 11-5                        |                                                      |
| 2013  | Pas de compétition                                   | Pas de compétition                                   | Pas de compétition                                   |                                                      |
| 2012  | Pas de compétition                                   | Pas de compétition                                   | Pas de compétition                                   |                                                      |
| 2011  | Pas de compétition                                   | Pas de compétition                                   | Pas de compétition                                   |                                                      |
| 2010  | Aaron Frankcomb                                      | Kristian Frost                                       | 11-8, 11-3, 11-6                                     |                                                      |
| 2009  | Ryan Cuskelly                                        | Matthew Karwalski                                    | 11-9, 11-5, 4-11, 8-11, 11-2                         |                                                      |
| 2008  | Stéphane Galifi                                      | Max Lee                                              | 11-8, 11-4, 10-12, 11-8                              |                                                      |

### Femmes
| Année | Championne                                           | Finaliste                                            | Score                                                |                                                      |
| ----- | ---------------------------------------------------- | ---------------------------------------------------- | ---------------------------------------------------- | ---------------------------------------------------- |
| 2024  | Rachel Arnold                                        | Farida Mohamed                                       | 11-5, 11-8, 11-8                                     |                                                      |
| 2020  | annulé en raison de la pandémie de Covid-19 en Chine | annulé en raison de la pandémie de Covid-19 en Chine | annulé en raison de la pandémie de Covid-19 en Chine | annulé en raison de la pandémie de Covid-19 en Chine |
| 2019  | Nour El Tayeb                                        | Raneem El Weleily                                    | 11-9, 9-11, 11-9, 9-11, 12-10 (70 min)               |                                                      |
| 2018  | Raneem El Weleily                                    | Camille Serme                                        | 11-5, 8-11, 11-6, 11-5 (41 min)                      |                                                      |
| 2017  | Nour El Sherbini                                     | Nouran Gohar                                         | 12-10, 11-7, 11-9 (39 min)                           |                                                      |
| 2016  | Laura Massaro                                        | Nouran Gohar                                         | 11-9, 11-5, 11-3                                     |                                                      |
| 2015  | Raneem El Weleily                                    | Nouran Gohar                                         | 13-11, 11-7, 11-7,                                   |                                                      |
| 2014  | Low Wee Wern                                         | Camille Serme                                        | 11-8, 11-6, 8-11, 8-11, 12-10 (102 min),             |                                                      |
| 2013  | Nicol David                                          | Raneem El Weleily                                    | 8-11, 6-11, 11-7, 11-7, 11-8                         |                                                      |
| 2012  | Low Wee Wern                                         | Joelle King                                          | 6-11, 11-4, 3-11, 11-3, 11-9 (71 min)                |                                                      |
| 2011  | Low Wee Wern                                         | Delia Arnold                                         | 13-15, 11-8, 11-4, 12-10                             |                                                      |
| 2010  | Joey Chan                                            | Lisa Camilleri                                       | 11-6, 11-13, 11-9, 7-11, 11-8                        |                                                      |
| 2009  | Chinatsu Matsui                                      | Song Sun-mi                                          | 11-8, 7-11, 11-4, 11-4                               |                                                      |
| 2008  | Heba El Torky                                        | Nouran El Torky                                      | 11-13, 13-11, 11-8, 6-11, 11-6                       |                                                      |